# Chovo

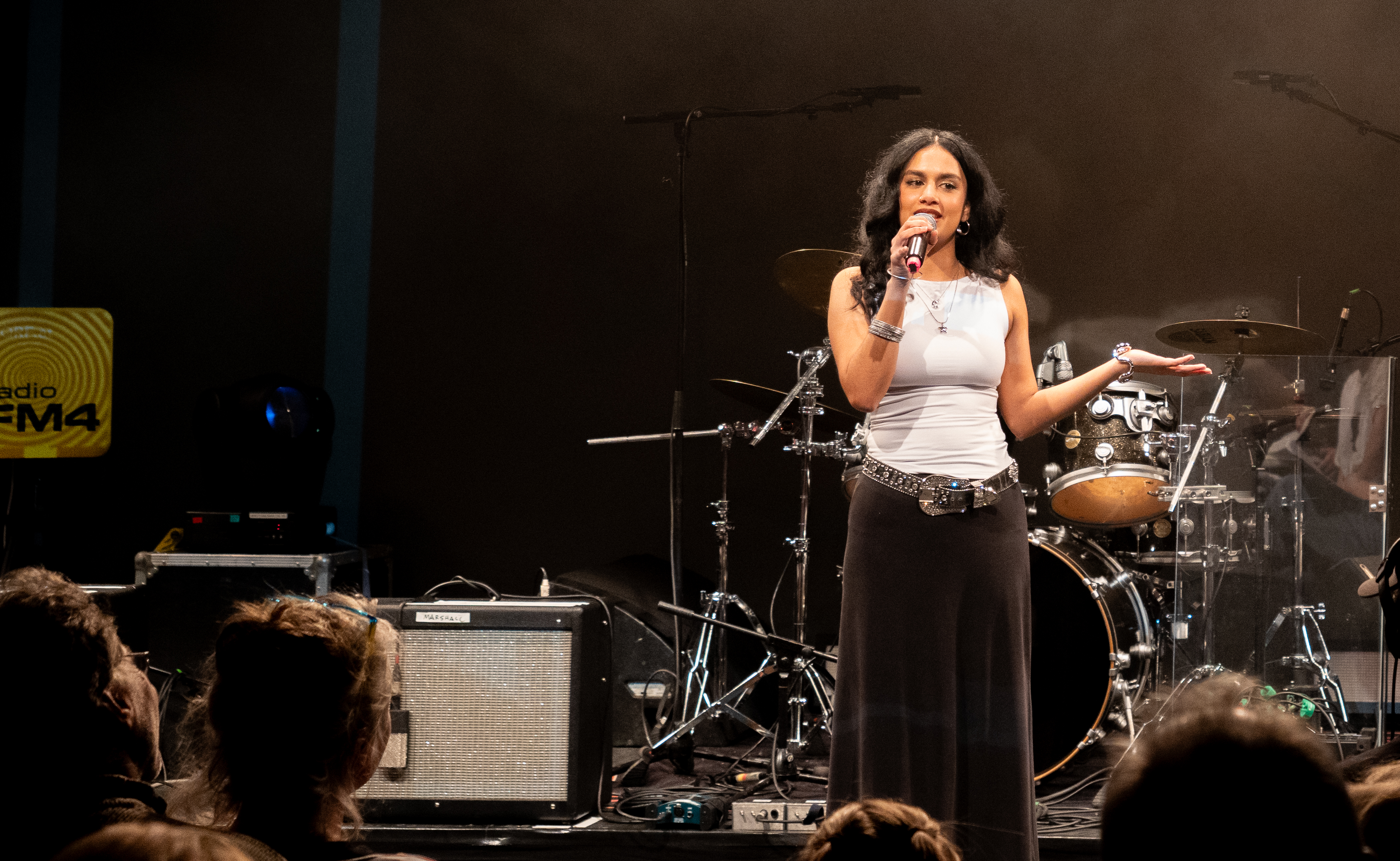
Chovo - Kurz vorm Musik-Act am Protestsongcontest am 12. Februar 2025

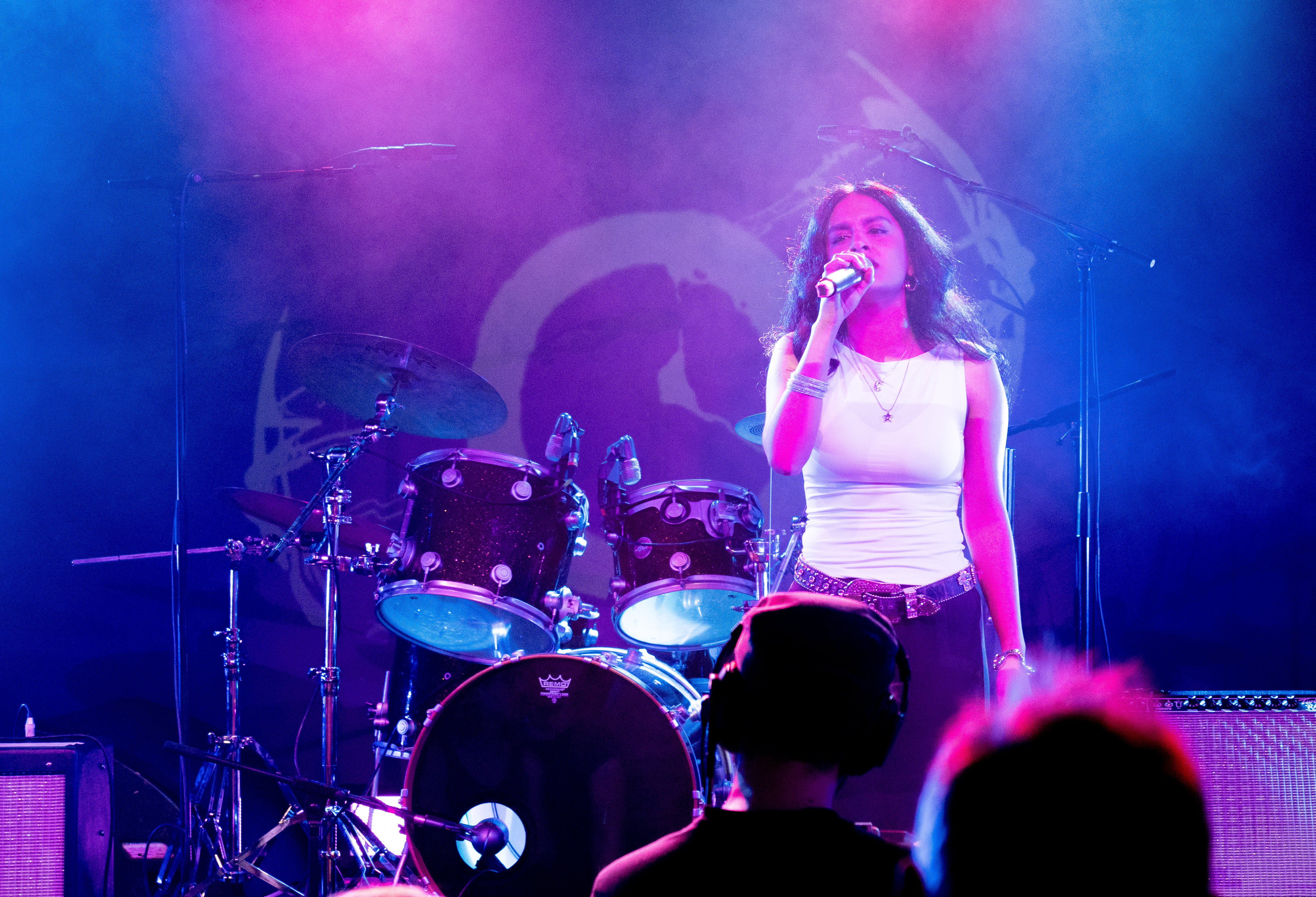
Chovo während ihres Live Acts durch den sie den Protestsongcontest 2025 gewonnen hat

Chovo (* in Wien, bürgerlich: Julia Chovookkaran) ist eine österreichische RnB-Sängerin. 

## Leben
Während der Covid-19-Pandemie begann Chovo, erste Songs auf Deutsch zu schreiben. Im Oktober 2022 erschien ihre Debütsingle Anders (feat. biamon); im Jahr darauf ihre erste EP Geschichten. 2024 veröffentlichte die Musikerin ihr Debütalbum Unsere Facetten. In ihren Texten beschäftigt sie sich mit dem Frausein in patriarchalen Strukturen, aber auch Themen wie Familie, Freundschaft oder Liebe.
Chovo hat indische Wurzeln, die sie unter anderem in ihrem Song Mama sagt thematisiert, in dem es um die komplexe Beziehung zu ihrer Mutter geht, "die aus Indien immigriert ist und einen ganz anderen Bezug zu Österreich hat als ich".
Als Kind lebte Chovo einige Jahre mit ihrer Familie in London. Sie hat einen Bachelor in Journalismus und Medienmanagement.
Mit Jedermann trat sie am 12. Februar 2025 beim Protestsongcontest in Wien an und setzte sich im Rahmen des Wettbewerbs gegen neun weitere Musikerinnen und Musiker durch. In dem Song geht es um die tagtägliche Angst, die man als Frau verspürt. "Angst um die eigene Sicherheit. Das ist glaube ich ein sehr großer Teil der female experience."

## Diskografie

### Alben / EPs
- 2023: Geschichten (EP), Records DK
- 2024: Unsere Facetten (Album)

### Singles
- 2022: Anders (mit biamon), Records DK
- 2022: Durchblick, Records DK
- 2023: Unterricht, Records DK
- 2023: Mein Shot
- 2024: Talisman
- 2024: No Go
- 2024: Spielplatz
- 2024: Autopilot
- 2024: Mama sagt (Alaba)
- 2024: Jedermann
- 2025: Boy Bye (mit Skofi)

## Auszeichnungen
- 2025: 1. Platz Protestsongcontest mit dem Lied Jedermann